# جبل أوزبورن
جبل أوزبورن (بالإسبانية: Cerro Alberdi)‏ هو جبل يقع على جزيرة فوكلاند الشرقية. ترتفع قمَّته مسافة 705 أمتار عن مستوى البحر، ممَّا يجعلها أعلى نقطة في أرخبيل جزر فوكلاند بأكمله.
ذكر عالم الطبيعة تشارلز داروين هذا الجبل في الفصل التاسع من كتابه الحيوانات في رحلة سفينة بيغل، ووفقاً له فقد جاء الاسم نسبةً إلى ألكساندر بيرنز أوزبورن، وهو ضابط في البحرية أبحر على متن سفينة بيغل، وهي السفينة التي ركب على متنها دارون خلال رحلته الشهيرة.
تظهر بقايا أودية دائرية من أنهار جليدية عند قمة جبل أوزبورن، وهو - كونه واحداً من أعلى جبال أرخبيل فوكلاند - يشهد أدواراً جليدية متقطّعة، وعليه بقايا ركام جليدي.
رغم أنَّ قمة هذا الجبل تعتبر الأعلى في جزر فوكلاند، إلا أنَّ ارتفاعها لا يتعدى إلا بأمتار قليلة قمة جبل آدم في جزيرة فوكلاند الغربية.